# Нидердорф (Саксонија)
Нидердорф (њем. Niederdorf) општина је у њемачкој савезној држави Саксонија. Једно је од 69 општинских средишта округа Ерцгебирге. Према процјени из 2010. у општини је живјело 1.332 становника. Посједује регионалну шифру (AGS) 14521420.

## Географски и демографски подаци
Нидердорф се налази у савезној држави Саксонија у округу Ерцгебирге. Општина се налази на надморској висини од 400 метара. Површина општине износи 13,0 km². У самом мјесту је, према процјени из 2010. године, живјело 1.332 становника. Просјечна густина становништва износи 102 становника/km².

## Међународна сарадња
| Мјесто | Држава    | Врста сарадње | Од    |
| ------ | --------- | ------------- | ----- |
| Тамаши | Мађарска  | партнерство   | 1996. |
|        | Француска | партнерство   | 1961. |
| Извор  |           |               |       |